# Glacier Nimrod
Pour les articles homonymes, voir Nimrod (homonymie).
Le glacier Nimrod est un glacier d'environ 135 km de long, descendant du plateau Antarctique vers le nord à travers la chaîne Transantarctique.
Le nom du glacier provient du Nimrod, le navire de l'expédition Nimrod d'Ernest Shackleton.